# 환등기

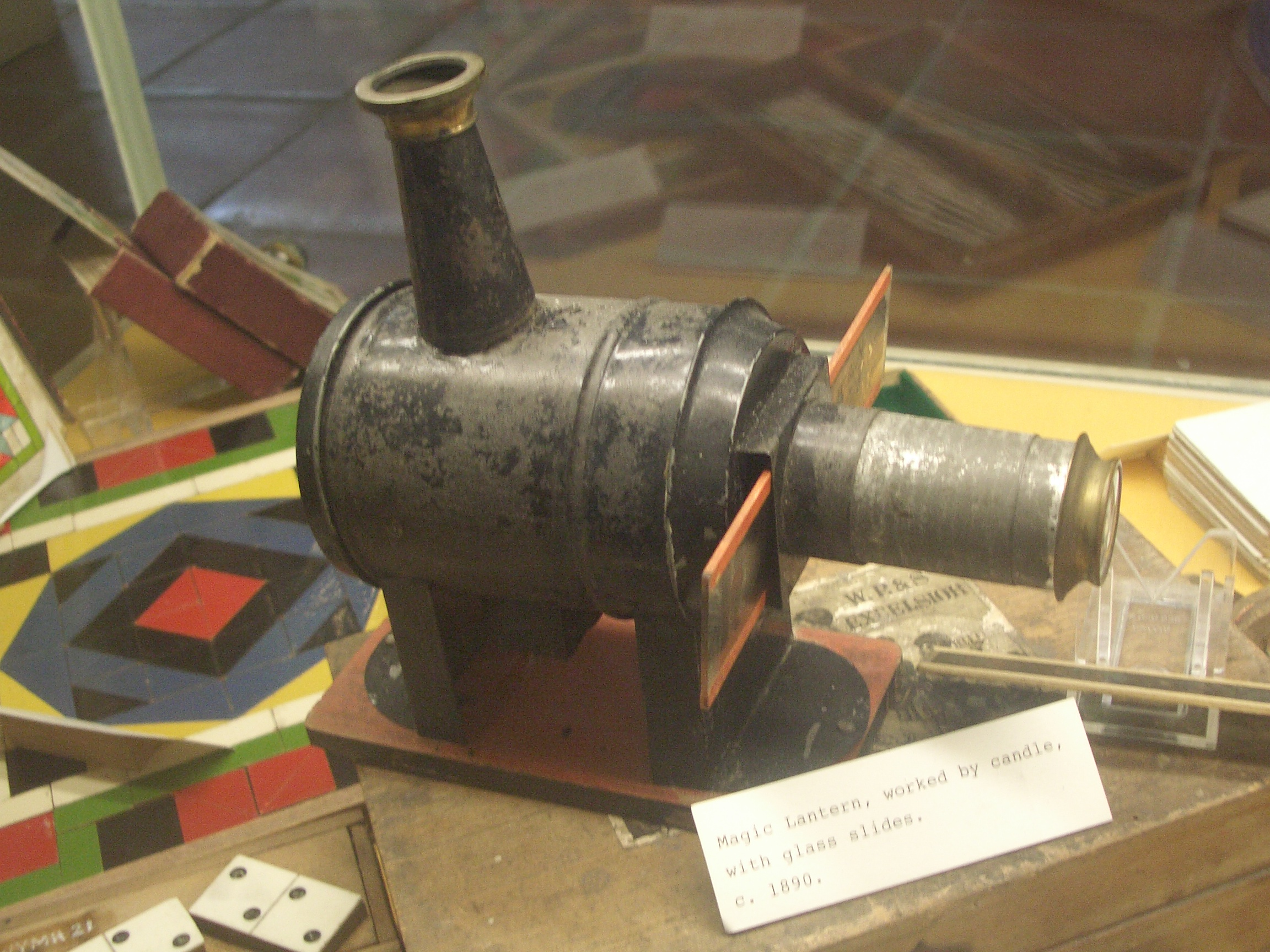
박물관의 환등기.

환등기(幻燈機, magic lantern)는 강한 불빛을 그림, 사진 등에 투사하고 반사되는 빛을 렌즈로 확대하여 영사하는 장치를 말한다. 현대 슬라이드 영사기의 원조가 된다.

## 같이 보기
- 프로젝터 - 프로젝터의 종류가 나열되어 있다.